# 聖璐琦男女英文書院
聖璐琦男女英文書院（簡稱聖璐琦書院）是位於香港灣仔的一所已結業私立中學及附屬小學，校舍自1980年代末荒廢至今。

## 歷史
聖璐琦書院創校校長李福柱為李佩材家族成員，他在美國麻省理工學院工科碩士畢業後於美國不同工廠任職高級工程師，回港後到聖保羅書院任教理科。1961年，灣仔牛津書院停辦，李福柱遂接收其校址（萬茂里21號，今星域軒）創辦私立中學及附屬英文小學，學校設有日校部（初高中和小學）和夜校部（預科班、英文專科班、公開考試補習班），曾聘請不少香港教育和文化界知名人士擔當教師。儘管學校名稱以「聖（英語：St.）」字為開頭，然而該校與教會組織並無任何聯繫。
開辦首年，學生報名人數達五千人。由於招生反應踴躍，李福柱同年在九龍旺角榮華酒店舊址（豉油街110號）開辦九龍第一分校，並增設幼稚園。正校曾於上環普慶坊10號（前聯合書院校舍）和跑馬地藍塘道設有校舍。1967年，聖璐琦書院已遷到山坡臺新建校舍，原址是一座1910年代末落成的別墅，舊校舍交由文理書院使用。1968年，增設活道華都樓校舍。山坡臺校舍樓高四層，分為南北兩翼，每層有橋和樓梯連接，兩翼之間為有蓋天井，操場位於天台。
1970年代起，學校管理不善，校譽和校風變差，入讀的學童質素亦每況愈下。1980年代香港政府推動九年免費教育，加上不少家庭遷到新市鎮，市區私校的招生變得更加困難。由於教育署不再向聖璐琦書院「買位」，學校最終於1988年停辦。停辦前的一個學年，學校只有110名學生就讀。學校停辦後，山坡臺校舍轉售予灣仔地主合和實業並荒廢至今。

## 事件
- 1966年，有70多名學生因沒有穿著整齊校服被拒入校上課（沒有佩戴校章），部份學生因可能未能趕上簽署會考名單而在校外群起鼓譟。[11]

- 1967年，有數名學生捲入六七暴動，分別因涉嫌藏有煽動性標語和爆炸品被捕。[12][13]
- 1975年，有20多名學生在一名已被解僱的老師陪同下到教育署投拆曾被數名老師毆打。涉案老師接受報章訪問稱，早前已得到校長批准對滋事學生進行體罰，目的是挽救校譽並阻止黑社會勢力入侵校園，唯校長其後正式否認有教員曾毆打學生。數星期後，有學生家長去信教育署，指有老師致電家長，意圖恐嚇家長停止調查和追究該事。   [14][15][16]

## 著名教職員
- 張綠萍，JP：香港消費者委員會首任總幹事
- 李柱銘：香港政治人物（任教宗教科）

## 著名/傑出校友
演藝界
- 張國榮：香港男歌手，曾就讀小學部
- 陳百祥，BBS：香港男藝人，曾就讀高中[17]
- 陳奕迅：香港男歌手，只在該校就讀約一個多月[18]

傳媒界
- 劉銳紹：香港時事評論員[19][20]

體育界
- 黃德森，MH：香港政府文化體育及旅遊局體育專員，前滑浪風帆運動員
- 陳錦康（英语：Chan Kam Hong）：香港游泳運動員，曾代表香港出戰1964年東京奧運[21]
- 張子岱：香港足球運動員
- 張子慧：香港足球運動員

其他界別
- 何文忠（1975年中五）：上市公司嘉利國際關連企業嘉創房地產控股有限公司總經理[22]
- 張之琛，PDSM（1967年中五）：已故香港警務處助理警務處長（行動）[23]